# هارتموت ويبر
هارتموت ويبر (بالألمانية: Hartmut Weber)‏ هو عداء سريع ألماني، ولد في 17 أكتوبر 1960 في كامن في ألمانيا.

## وصلات خارجية
- هارتموت ويبر على موقع الاتحاد الدولي لألعاب القوى (الإنجليزية)
- هارتموت ويبر على موقع أوليمبيديا (الإنجليزية)